# Тлальтекутлі

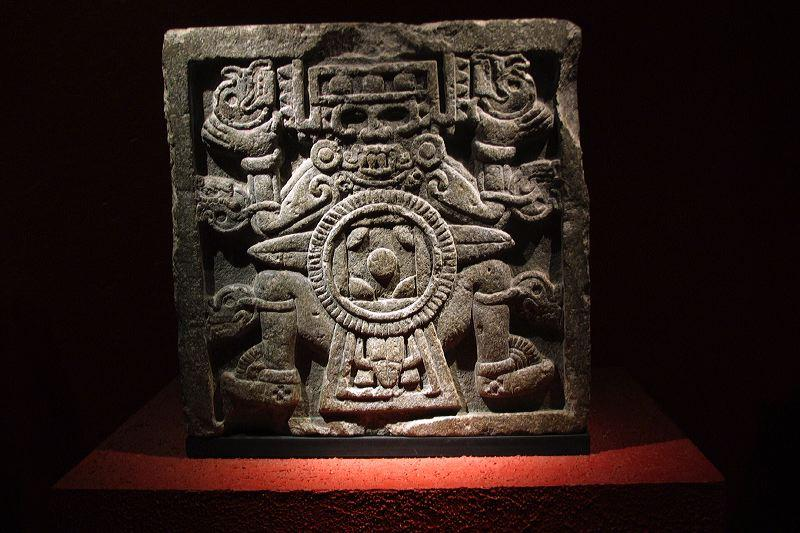

Тлальтекутлі (Tlaltecuhtli) — богиня землі або велике земне чудовисько в міфології тольтеків і ацтеків. Перекладається як «Господиня ґрунту» (інший варіант — «Володарка землі»). Є богинею 2 години дня.

## Опис
Для цього божества характерна антропоморфність, зооморфність. Описується як велике божество з численними головами і ротами, якими вона кусалася. Жадібні роти розташовувалися також на ліктях, колінах та інших суглобах. В ацтеків — це була двостатева істота (чоловік і жінка водночас, або чоловік, чи жінка), проте її частіше зображували у жіночому вигляді. Богиня зображена з в'юнким волоссям і в неї з рота тече кров.
Іноді Тлальтекутлі ототожнюють з іншим земним чудовиськом — велетенським крокодилом, лускаті гребені на спині якого утворюють гірські ланцюги нашого світу. Її сисмволом також була жаба.

## Міфи
Згідно з тольтекськими міфами Кетцалькоатль і Тецкатліпока принесли з небес богиню землі Тлальтекутлі. Перш ніж вони спустилися, вже була вода, яку невідомо хто створив. З богині зробили землю, з її волосся — дерева, квіти і траву, з її очей — криниці, джерела, печери, з рота — річки і великі печери, з носа — долини гір, з плечей — гори. Один з його варіантів зустрічається у юкатанських майя — вочевидь після заснування в Чичен-Іце тольтекської держави.
В міфах про Тлальтекутлі у ацтеків прослідковується характерна для більшості їх богів двоїстість. З одного боку, наделена здатність породжувати усього на землі, є початком циклу рослин, а з іншого боку — це ненажерливий пожирач трупів і крові. Водночас вона частина космічних сил.
В ацтекському міфі стосовно утворення світу, Кетцалькоатль і Тецкатліпока створюють небо і землю, розчленувавши тіло величезного земного чудовиська, Тлальтекутлі.
В іншій з версій ацтекського міфу, Кетцалькоатль і Тецкатліпока спускаються з небес, щоб подивитися Тлальтекутліна, яка осідлала море. Кецалькоатль і Тецкатліпока вирішили, що роботу зі створення світу не можна вважати закінченою, поки в його центрі знаходиться такий жахливий звір. Тому, для того щоб створити землю, Кетцалькоатль і Тецкатліпока перетворилися на двох велетенських змій. Одна змія обвилася навколо лівої руки і правої ноги Тлальтекутлі, а інша — навколо його правої руки і лівої ноги. Потягнувши в різні боки, змії розірвали чудовисько на дві частини. Верхня половина стала землею, а нижню половину Кетцалькоатль і Тецкатліпока підкинули вгору, і вона перетворилася на небеса. Жорстоке вбивство Тлальтекутлі і розчленовування тіла чудовиська викликали гнів інших богів. Щоб якось підтримати понівечену землю, вони вирішили, що всі рослини, необхідні для життя людини, повинні виростати з тіла убитого чудовиська. Волосся монстра перетворилися на дерева і квіти, зі шкіри утворилися трави і дрібні квіти. Очі стали джерелами, струмками і невеликими печерами, рот дав початок великим річкам і печерам, а ніс — гірським кряжам і долинам. Іноді ночами можна чути крики бога землі, спраглого крові і сердець людей. Тільки людські жертви можуть втихомирити і заспокоїти Тлальтекутлі, змусити давати необхідні для життя людей плоди.
Вона народила душу кожної людини так, щоб він міг почати подорож до Міктлану, якщо він помер природною смертю, а також до Тлалокана, померлих у воді, жінок під час пологів, вояків або вождів.

## Культ
Цій богині приносилися жертви для гарного врожаю. Жертвам виривали серця, які клали у спеціальні посудини cuauhxicalli, а кров зливали до tamalacatl, які дарували Тлальтекутлі. Також існував звичай під час святкувати: прикласти палець до землі, обваляти в ній, а потім смоктати.
У 2006 у Лас-Ахаракасі (Мексика) знайдено великий монолит цієї богині. Скульптура важить 12 тонн і має розміри 4,19×3,62 м. Даний моноліт зберіг свої оригінальні кольори. У 2010 перевезено до музею Темпло майор (Мехіко) для експозиції.